# リウィア・ユリア
リウィア・ユリア（Claudia Livia Julia Caesaris, 5- 43年）は、ローマ帝国第2代皇帝ティベリウスの孫娘。
4年から8年の間に小ドルススとリウィッラの長女として生まれた。父小ドルススはティベリウスとウィプサニアの息子で、母リウィッラは大ドルススと小アントニアの娘｡弟にティベリウス・ゲメッルス、ゲルマニクス・ゲメッルスの双子がいる。
19年にティベリウスの養子ゲルマニクスが急死する。ゲルマニクスは民衆に人気が高く、ユリアの父小ドルススと共にティベリウスの後継者候補であった。翌20年にユリアはゲルマニクスの長男でティベリウスの若い後継者候補とみなされていたネロ・カエサルと結婚する。この結婚はティベリウスの後継者小ドルススとゲルマニクスの遺児を結びつけるものとして多くの人から歓迎された。
23年に父ドルススが死亡する。これ以前より親衛隊長官ルキウス・アエリウス・セイヤヌスはティベリウスの右腕として権力に近い位置にいたが、実の息子で後継者であったドルススをティベリウスが失って以降はますます重用されるようになっていった。
実際には権勢拡大を図るセイヤヌスによってドルススは暗殺されたのだが、このことはセイヤヌスの死まで知られることはなかった。またこの暗殺に先立ってセイヤヌスはユリアの母リウィッラと情交を通じ、自らの陰謀に引き入れていた。
こののち、セイヤヌスは次の標的をユリアの夫ネロと姑大アグリッピナとし攻撃を仕向けるようになっていった。このとき、ユリアから母リウィッラを通してネロの言行がセイヤヌスに伝えられていた。
27年にティベリウスがカプリ島へ隠棲するとセイヤヌスの権勢はますます巨大になり、29年に夫ネロは公敵を宣言されポンティア島へ追放された。その後31年にネロはポンティア島で没した。
寡婦となったユリアは33年にガイウス・ルベッリウス・ブランドゥスと結婚する。ブランドゥスは祖父がティブル出身のローマ騎士と、家系においては大きく先夫ネロに劣っていた。このブランドゥスとの間に息子ガイウス・ルベッリウス・プラウトゥスと娘ルベッリアをもうけている。
37年にティベリウスが死に、ネロ・カエサルの弟カリグラがその後を継いだ。38年に夫ブランドゥスが死ぬ。カリグラは41年に暗殺され、そのあとの皇帝にはユリアにとって叔父にあたるリウィッラの弟クラウディウスが就任した。同年にクラウディウスの妻メッサリナは男子ブリタンニクスを出産する。これ以降、クラウディウスはメッサリナの言いなりとなっていった。
メッサリナは有力者を次々と排除、殺害していったが、ユリアもその標的となり、43年メッサリナによって殺害された。